# U.S.NAVY
『U.S.NAVY』（ユー・エス・ネイビー、英題：Carrier Air Wing）は、1990年10月に稼働したカプコンのアーケード用横スクロールシューティングゲーム。

## システム
基本的にはカプコンのアーケードゲーム『エリア88』（1989年）のシステムをそのまま踏襲している。2人同時プレイ可能。自機を「F-14 TOMCAT」「F/A-18 HORNET」「A-6 INTRUDER」の3種類から選択する。
ゲームの流れは、「各ステージスタート時に作戦説明→サブウェポン購入→プレイ開始（撃墜数に応じてサブウェポン購入資金が稼げる）→ステージクリア→余ったサブウェポンの下取り→次のステージへ」のようになっており、これとアイテム出現の法則は『エリア88』と同様のものである。
最大の違いはダメージに関する扱い。『エリア88』ではライフゲージが「装甲強度」を示し、被弾するごとにゲージが減っていくのに対し、本作では燃料を指す「エネルギー残量」を示しており、被弾だけでなく時間経過でもゲージが減る仕様になっている。これは敵が落とすエネルギー回復アイテムで回復も可能。エネルギー回復アイテムの出現頻度は高く、ステージによってはボスとの戦闘中にも出現する。ステージクリア毎で購入可能な2種類の燃料タンクにより最大値が延長される。
被弾自体は、サブウェポンのシールド（一定数被弾を防げる）で防ぐことも可能。
シールドで防いだ後は通常の被弾時と同様に一定時間無敵が発生する。

## メインショット
本作では3種類のメインショットを使用できる。パワーアップは赤い編隊を全滅すると出現するパワーアップアイテムによって行う。
ワイドショット（赤）
幅が広いショット。一度に複数の弾を発射するが連射性能が極端に劣り使いどころが難しい。「張り付き」状態ならば連射が効くので使いどころ次第では有効。
プレシジョンガン（青）
威力が大きいが幅が狭いショット。雑魚敵を貫通する。連射性能が余り高くないため、連射が使いづらい状況では有効だが、総合的には緑に劣る。
ラパイドガン（緑）
連射性能が高いショット。バランスが良く最初から最後までこのショットで通すことができる。
どのショットにもある程度自動連射機能があるが、自力（もしくは連射装置）で連射した方が早い。

## サブウェポン
ステージごとに購入できるサブウェポンの種類が違う。また機種ごとに性能が異なるが、基本的に性質は同じである。同じ名前でも高価な方が発射数が多いなどの差がある。
なお、燃料タンク(2)、（スーパー）シールドはどのステージ間でも購入可能。
|         | F-14                                    | F/A-18                                  | A-6                                     |
| ------- | --------------------------------------- | --------------------------------------- | --------------------------------------- |
| STAGE1  | MISSILE DISPENSER 2                     | MISSILE DISPENSER 1 MISSILE DISPENSER 2 | MISSILE DISPENSER 1                     |
| STAGE2  | STANDARD MISSILE                        | SHRIKE MISSILE STANDARD MISSILE         | SHRIKE MISSILE                          |
| STAGE3  | BOMB SUPER BOMB                         | SUPER BOMB NAPALM BOMB                  | NAPALM BOMB SUPER NAPALM                |
| STAGE4  | APACHE                                  | APACHE SUPER BOMB DISPENSER             | SUPER BOMB DISPENSER                    |
| STAGE5  | AMRAAM MISSILE PHOENIX MISSILE          | SIDE WINDER AMRAAM MISSILE              | SPARROW MISSILE SIDE WINDER             |
| STAGE6  | STANDARD MISSILE                        | SHRIKE MISSILE STANDARD MISSILE         | SHRIKE MISSILE                          |
| STAGE7  | MISSILE DISPENSER 2 MISSILE DISPENSER 3 | MISSILE DISPENSER 2                     | MISSILE DISPENSER 1 MISSILE DISPENSER 2 |
| STAGE8  | SUPER BOMB NAPALM BOMB                  | NAPALM BOMB SUPER NAPALM                | SUPER NAPALM BIG BOY                    |
| STAGE9  | SUPER BOMB DISPENSER NAPALM DISPENSER   | SUPER BOMB DISPENSER                    | APACHE SUPER BOMB DISPENSER             |
| STAGE10 | SUPER SHELL POD1                        | SUPER SHELL POD1 SUPER SHELL POD2       | SUPER SHELL POD2                        |

貫通ミサイル (Stage2,Stage6)
自機の周囲に展開してから前方へ発射。雑魚敵は貫通する。
誘導ミサイル (Stage5)
敵に誘導するミサイル。ステルス風の敵機には誘導しない。
爆弾 (Stage3,Stage8)
自由投下爆弾。効果範囲が広く、A-6の物ならば爆風が画面端まで覆う。
ミサイルディスペンサー (Stage1,Stage7)
誘導する小ミサイルを発射するディスペンサー。最後はディスペンサー自体が飛び込んでいく。
ボムディスペンサー (Stage4,Stage9)
小爆弾を投下するディスペンサー。上方向にも投下する。
スーパーシェルポッド (Stage10)
小型の貫通ビームを発射するディスペンサー。最後はディスペンサー自体が火の玉となって飛んでいく。
ディスペンサー（ポッド）系のサブウェポンは発射されるとしばらく自機の周りを浮遊しメインショットにあわせて内蔵兵器を発射する。ディスペンサーの弾が切れるか、もう一度サブウェポンボタンを押すと前方へ射出される。ディスペンサーには敵の弾を防ぐ効果もある。

## 万引き技
司令官が作戦を指示しているときに、ショットとサブウェポンのボタンを高速で連打すると即座にゲームが始まるが、この際資金が減らずにサブウェポンを入手できるというバグがある。さらにレバーを右に連打していると、高価な武器を購入できる。これはプレイヤーから「万引き技」と通称され、ハイスコアを稼ぐときも必須のテクニックとなった（使用しなかったサブウェポンはステージクリア時に売却される。また全クリア時に保有している資金は全て得点に換算される）。これは連射装置などで一定以上の連射速度があれば、入手だけは確実にできたため、連射装置のついたボタンをこのゲームに限り「万引きボタン」と呼ぶことがある。
後年のシューティングゲームにはソフトウェア側で連射機能を備えているものが多く見られるが、本作の発売された当時、アーケードゲームにおいて自動連射を実現するにはゲーム筐体に連射用の回路を取り付ける改造が必要であった。このため、楽に「万引き技」の恩恵にあずかれるのはこのような配慮をしてくれた店舗に限られた。
2021年配信の『カプコンアーケードスタジアム』に収録されている『U.S.NAVY』においてもこの技は可能。

## 設定
国内版(U.S.NAVY)と国外版(Carrier Air Wing)ではバックストーリーが異なる。国内版は米ソ冷戦をモチーフとしており、ラブ―は「死の商人組織」とされているが、国外版では湾岸戦争をモチーフとしており、ラブ―は「中東地域の軍事国家」とされている。

### 国内版ストーリー
1997年、X国による極東J国侵攻をきっかけに各国で局地戦争が勃発。米国に入った極秘情報によると、この戦争の裏でX国に最新兵器を供給している死の商人組織「ラブー」が存在していることが判明。戦争終結には武器の供給源を絶つしかないと判断した米国は、海軍原子力空母「カールビンソン」をラブー壊滅部隊に任命。作戦を開始する。

### 国外版ストーリー
1990年代の10年の間に世界は大きく変わった。旧来のライバル間の協力関係の拡大や、世界の超大国間の友好関係成立は、世界の政治的・経済的なシナリオが変化した一例であったが、このもろい平和は長くは続かなかった。
1997年、中東の国家ラブーは、ICBM、戦術核、さらには衛星レーザー兵器など、世界のどこにでも攻撃が可能な複数の大量破壊兵器を製造し、世界のテロリストと共謀し、世界征服実現に準備を進めていた。
1999年、米国政府にラブーがそれらの兵器を携え日本の東京を襲撃したとの緊急連絡が入る。米国はラブ―に反撃を決意し、世界最高の海軍戦闘機パイロット3人を乗せたUSSカール・ヴィンソンは、ラブ―の脅威を取り除き世界に平和と自由を取り戻すための作戦を開始、人類史上最大の航空作戦が始まろうとしていた。

## ステージ構成
『エリア88』と同じく、全10ステージ。
MISSION1 首都奪回作戦〜制空権奪取
J国首都上空に居座る敵航空部隊を殲滅する。ボスは爆撃機ブラックジャック。小型ロケットと炸裂弾で反撃してくる。

MISSION 2 首都奪回作戦〜敵占領部隊壊滅
J国首都地上付近。ビルや高速道路の合間を通り抜けながら首都を占拠している敵部隊を駆逐していく。ボスは移動要塞ムラチョフ（オリジナル兵器）。強力な主砲と多数のミサイルランチャーと備えるオリジナルの歩行兵器。

MISSION 3 敵艦隊上陸阻止作戦
J国へ上陸を企てる敵艦隊を攻撃する。ボスはミサイル巡洋艦キーロフ。ブリーフィングでは戦艦と説明される。

MISSION 4 造船所爆破作戦
敵が山中に築いた秘密基地。後半は洞窟内に潜入する。ボスは空母トビリシ。ブリーフィングでは「空母」と説明されるが、X国は一応巡洋艦としている。

MISSION 5 兵器実験エリア攻撃作戦 1 (空中戦)
北極海上空。出てくる敵はステルス機が多くサブウェポンがあまり役に立たない。ボスは早期警戒機メインステイ。空中機雷とミサイルで反撃してくる。

MISSION 6 兵器実験エリア攻撃作戦 2 (地上戦)
北極海海面付近。雪原や氷の洞窟を抜けていく。ボスは原子力潜水艦タイフーンⅢ。潜行と浮上を繰り返すため長丁場となる。

MISSION 7 敵爆撃機編隊攻撃
地中海上空。途中火山地帯を抜けていく。ボスは爆撃機ブラックジャック改。ステージ1の色違いだが攻撃手段がレーザーと照準に捕捉されると画面外から飛んでくる巡航ミサイルに変化している。

MISSION 8 砂漠基地攻撃作戦
中東某国。ブリーフィング時に提示されるボスは真のボスを輸送している装甲列車に過ぎない。ボスは列車砲台カール。実在したカール自走臼砲にそっくりだがレーザー砲とVLS式弾道ミサイルを備える。

MISSION 9 要塞攻撃作戦
『エリア88』の3面ボス「バンバラ森林要塞」に酷似したラブーの秘密要塞（隠しアイテムの位置まで似ている）。地上部を破壊すると要塞内部の秘密基地へと潜入。ボスはレーザー砲台ガーマ（オリジナル兵器）。回転式のレーザー砲を備えた防衛システム。パーツを破壊する順序を間違えると凄まじい弾幕を放つ。

MISSION 10 成層圏
ラブーの最終兵器を積んだソ連版宇宙往還機ブランを追跡し成層圏へ。ブースタを破壊しブラン本体にある程度ダメージを与えると内部から最終兵器（最終ボス）であるレーザー攻撃衛星を放出。

## キャラクター
次の3機種から選択可能。
F-14 TOMCAT
空中戦闘タイプ。ワイドショットの性能が一段優れるが、他のショットの性能が劣るため上級者向き。
パイロットはリック・フォード。ニューヨーク出身でトップガンを首席で卒業したらしい。空中戦闘では米海軍ナンバーワンのテクニックを持つ（『エリア88』ではミッキー・サイモンがこの機体に搭乗していた）。

F/A-18 HORNET
空中戦闘と地上攻撃のマルチタイプ。ラパイドガンの性能に優れ、他のショットも大きく劣らないため初心者向き。
パイロットはジェームス・ロイ。ルイジアナ州出身で米海軍アクロバットチームブルーエンジェルスのメンバー。

A-6E INTRUDER
地上攻撃タイプ。プレシジョンガンの性能に優れ、ワイドショットの性能が劣る。
パイロットはマーク・オルソン。ミシガン州出身で元アメリカ海兵戦闘攻撃飛行隊隊長という肩書きを持つ。
本作では『エリア88』ほどの性能差は設けられていない。

## 移植版
| No. | タイトル                     | 発売日            | 対応機種                         | 開発元 | 発売元   | メディア     | 備考 |
| --- | ---------------------------- | ----------------- | -------------------------------- | ------ | -------- | ------------ | ---- |
| 1   | カプコンアーケードスタジアム | INT 2021年2月18日 | Nintendo Switch                  |        | カプコン | ダウンロード |      |
| 2   | カプコンアーケードスタジアム | INT 2021年5月25日 | PlayStation 4 Xbox One PC(Steam) |        | カプコン | ダウンロード |      |

## スタッフ
- プロデューサー：KIHAJI（岡本吉起）
- ディレクター：POO（船水紀孝）
- 企画：SHOCHAN、SAICHAN
- オブジェクト・デザイン：MANABOU（新谷さゆり）、S THING（坂下眞司）、KURATA-N（倉谷栄治）
- スクロール・デザイン：FUKUMOYAN（福本容子）、OHAGI、MASAKORO、KYO（京谷有紀）、KISABON（木佐貫久司）
- プログラマー：TOMIYAN、YOKOYAN、MEIJIN
- サウンド：CHA CHA（松前真奈美）

## 評価
ゲーム誌『ゲーメスト』誌上で行われていた「第5回ゲーメスト大賞」（1991年度）において、読者投票により大賞10位を獲得、その他の賞としてはベストシューティング賞で3位、年間ヒットゲーム12位を獲得した。

## 備考
- 『エリア88』の続編の予定であったが版権が取れなかったためオリジナル作品となった。
- U.S.NAVY（アメリカ海軍）は正規の軍隊である。しかしゲームが『エリア88』のシステム（傭兵制）を踏襲しているため、プレイヤーキャラクターは正規軍の兵士であるにもかかわらず武装が支給されず、武器購入資金を自力で稼がねばならないばかりか、司令官が出撃前に武器を売りつけるという奇妙な設定になっている。
- 「ラパイドガン」は"Rapid gun"の誤読らしい。ただし、RAPIDE（ラパイド）自体の意味はある意味合致。
- 日本版は"J国"と伏せられているが、海外版では（現地語で）日本と明記されている。
- X国の兵器のほとんどはソ連軍の兵器をモチーフにしている（ただしオープニングデモ画面で、このX国の軍事行動により「米ソ間」の軍事力バランスが崩れたと説明されているように、X国とソ連はあくまで別の国家とされている）。一方、ステルス機や早期警戒機など一部の兵器はアメリカ軍のデザインが使用されている。
- コンティニューの有無で多少エンディングが変化する。コンティニューした場合は機体が空中で爆発しパイロットが海上で救助されることになるが、ノーコンティニューの場合は炎上しながらも空母まで辿り着く。さらにノーコンティニューでクリア時のスコアが2,000,000を越えているとパイロットが降りてくる。